# Cheese-Eating Surrender Monkeys

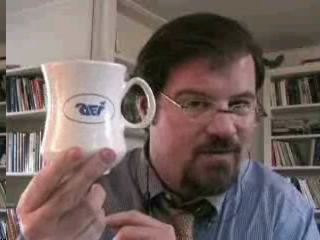
Jonah Goldberg machte die Redewendung populär.

Cheese-eating Surrender Monkeys („käsefressende Kapitulationsaffen“) ist eine amerikanische Beschimpfung und ein Ethnophaulismus für Franzosen. Er bezieht sich auf die landestypische Käsetradition sowie die seitens der Amerikaner gerne unterstellte Unfähigkeit, ohne amerikanische Unterstützung erfolgreich Krieg zu führen.

## Hintergrund
Der Begriff wurde 1995 von Ken Keeler, Texter für The Simpsons, geprägt und ist eine der am weitesten verbreiteten Ausdrücke aus der Fernsehserie. Von Jonah Goldberg im National Review aufgegriffen, verbreitete sich der Ausdruck auch im politischen Umfeld und in sozialen Netzwerken und Büchern. Er wurde auch in Lexika und Onlineverzeichnissen wie dem Urban Dictionary aufgenommen und in (sozial)wissenschaftlicher Literatur zum interkulturellen Diskurs behandelt.
Ned Sherrin nahm ihn beim Oxford Dictionary of Humorous Quotations auf. Er findet sich im Oxford Dictionary of Modern Quotations. Im Vorfeld des Irakkriegs, für den die damalige französische Regierung unter Jacques Chirac den USA die aktive militärische Unterstützung verweigerten, war die Bezeichnung in der amerikanischen Öffentlichkeit besonders populär.

## Verwendung in der Serie
Die Originalquelle ist die 1995 erschienene The Simpsons-Episode Zu Ehren von Murphy (engl. Round Springfield) bei der wegen Budgetkürzungen an der Grundschule Springfield Hausmeister Willie gezwungen ist, als Französischlehrer zu arbeiten. Er begrüßt die Klasse mit Bonjour, you cheese-eating surrender monkeys („Guten Tag, ihr käsefressenden Kapitulationsaffen“), wobei man seinen schottischen Akzent deutlich heraushört.
Die französische Synchronisation reduzierte den Ausdruck auf singes mangeurs de fromage („Käseessende Affen“).
Goldberg benutzte die Beschimpfung im April 1999 in einer Kolumne namens Die Zehn Gründe, die Franzosen zu hassen. Für einige weitere Kolumnen behielt er die frankophobe Haltung bei.